# Brick (groupe)
Pour les articles homonymes, voir Brick.
Brick est un groupe de musique américain qui créa une musique alliant funk et jazz qui rencontra le succès dans les années 1970. Sa chanson la plus populaire fut Dazz, sortie en 1976, qui se classa 3e des charts Pop et 1er des charts R&B.

## Histoire
Brick fut créé à Atlanta aux États-Unis en 1972 par les membres de deux groupes : un de disco et un autre de jazz. Ils inventèrent alors leur propre terme pour définir le disco-jazz, le Dazz. Ils sortirent leur premier album intitulé "Music Matic" avec le label Main Street Records en 1976, avant de se produire pour le label Bang Records, distribué par CBS Records. Après ceci, ils produisirent en 1976 un single nommé Dazz. Le groupe continue à enregistrer pour Bang Records jusqu'en 1982. D'autres succès furent alors au rendez-vous : "That's What It's All About" et "Dusic" en 1977, "Ain't Gonna' Hurt Nobody" en 1978. Leur dernier succès fut "Sweat (Til You Get Wet)" en 1981.

## Membres
- Jimmy Brown - Voix, saxophone, flûte
- Regi Hargis Hickman -  guitare, basse, chanteur
- Eddie Irons - voix, batterie, piano
- Donald Nevins	- piano, voix
- Ray Ransom - voix, basse, piano, percussion

## Discographie

### Albums
- Good High (1976), Bang
- Brick (1977), Bang
- Stoneheart (1979), Bang
- Waiting on You (1980), Bang
- Summer Heat (1981), Bang
- After 5 (1982),
- Too Tuff (1988), Magic City
- The Best of Brick (1995), Epic/Bang
- Super Hits (2000), Sony

### Singles
- "Music Matic" (1976)
- "Dazz" (1976)
- "Dusic" (1977)
- "That's What It's All About" (1977)
- "Ain't Gonna Hurt Nobody" (1978)
- "Sweat (Til You Get Wet)" (1981)
- "Wide Open" (1981)